# Kalendarium I wojny w Zatoce Perskiej

## Agresja na Kuwejt
1990
2 sierpnia
- Wojska irackie przekroczyły granicę z Kuwejtem.
- Zwołanie posiedzenia Rady Bezpieczeństwa ONZ Organizacji Narodów Zjednoczonych (na wniosek Stanów Zjednoczonych) i uchwalenie rezolucji nr 660 żądającej natychmiastowego wycofania wojsk irackich z Kuwejtu.

4 sierpnia
- Prezydent Stanów Zjednoczonych George H.W. Bush podjął decyzję o wysłaniu wojsk amerykańskich w rejon Zatoki Perskiej – rozpoczęcie operacji „Pustynna tarcza”. W jej ramach do 16 stycznia 1991 wykonano 7515 rejsów, przetransportowano 216 030 żołnierzy, 139 950 t ładunków. Państwa koalicji zgromadziły około 2000 samolotów bojowych, około 2000 śmigłowców bojowych, około 4000 czołgów i ponad 4000 dział i moździerzy.

7 sierpnia
- Rada Bezpieczeństwa ONZ uchwaliła rezolucję nr 661 wprowadzającą embargo na handel, obroty finansowe oraz dostawy sprzętu wojskowego i broni do Iraku.
- Rozpoczęcie operacji „Pustynna tarcza”. Dowódcą wojsk amerykańskich i koalicji antyirackiej został gen. Norman Schwarzkopf. W sumie w skład koalicji (w różnym czasie) weszło 38 państw, w tym Polska.

8 sierpnia
- Lądowanie 4000 żołnierzy amerykańskich w Arabii Saudyjskiej.
- Władze Iraku ogłosiły aneksję Kuwejtu.

10 sierpnia
- Utworzenie międzyarabskiego kontyngentu wojskowego po stronie koalicji antyirackiej.

16 sierpnia
- Irak zatrzymał 4000 Brytyjczyków i 2500 Amerykanów jako zakładników w razie ataku na obiekty irackie.

25 sierpnia
- Rada Bezpieczeństwa ONZ uchwaliła rezolucję nr 665 zezwalającą na użycie siły w celu wyegzekwowania nałożonego na Irak embarga.

5 września
- Saddam Husajn wezwał wszystkich muzułmanów do świętej wojny przeciwko obecności wojsk Stanów Zjednoczonych i innych państw zachodnich w rejonie Zatoki Perskiej.

9 września
- Wspólna deklaracja George’a Busha i Michaiła Gorbaczowa wydana podczas spotkania w Helsinkach potępiająca Irak i domagająca się przywrócenia status quo ante w rejonie Zatoki Perskiej.

sierpień–wrzesień
- Siły amerykańskie w Arabii Saudyjskiej osiągnęły liczebność 200 000 żołnierzy.

1 października – 10 listopada
- Przygotowania ORP „Wodnik” do rejsu bojowego do Zatoki Perskiej – przebudowa na okręt sanitarno-ewakuacyjny.

8 listopada
- Prezydent George H.W. Bush zdecydował o wysłaniu w rejon Zatoki Perskiej dodatkowych 100 000 żołnierzy.

20 listopada
- Saddam Husajn podjął decyzję wysłania do Kuwejtu 250 tys. – 1 mln żołnierzy.

29 listopada
- Rada Bezpieczeństwa ONZ uchwaliła rezolucję nr 678 zezwalającą na użycie siły w celu usunięcia wojsk irackich z Kuwejtu. Jednocześnie wystosowała do władz irackich ultimatum żądające wycofania wojsk z Kuwejtu do 15 stycznia 1991.

30 listopada
- Irak odrzucił ultimatum Rady Bezpieczeństwa ONZ.

17 grudnia
- Władze irackie oświadczyły, że wojska tego państwa nie wycofają się z Kuwejtu.

29 grudnia
- W porcie wojennym na Oksywiu pożegnano okręty Marynarki Wojennej wyznaczone do niesienia humanitarnej pomocy uczestnikom konfliktu w rejonie Zatoki Perskiej – ORP „Wodnik” pod dowództwem kmdr. Zdzisława Żmudy (okręt szpitalny) i ORP „Piast” pod dowództwem kmdr. por. Ryszarda Rzepkowskiego (okręt ratowniczy). Całością sił dowodził kmdr Z. Żmuda. Polskie okręty wypłynęły pod znakami Czerwonego Krzyża i Krzyża Maltańskiego.

1991
13 stycznia
- Kongres Stanów Zjednoczonych upoważnił prezydenta do użycia siły przeciwko Irakowi.

16 stycznia
- 19:00 czasu nowojorskiego (17 stycznia, 2:00 czasu środkowoeuropejskiego) – rozpoczęcie operacji powietrznej „Instant Thunder” – nalotów amerykańskich na Irak. Pierwszego dnia wykonano około 2000 lotów bojowych.

16 stycznia
- Okręty polskie (ORP „Wodnik” i ORP „Piast”) weszły do portu Dżudda w Arabii Saudyjskiej.

## I wojna nad Zatoką Perską
17 stycznia
- 0:30 czasu środkowoeuropejskiego – rozpoczęcie operacji „Pustynna burza”. Składała się ona z trzech etapów: operacji powietrznej; lotniczego przygotowania do połączonej operacji sił lądowych, powietrznych i morskich; połączonej operacji sił lądowych i powietrznych pod kryptonimem „Pustynny miecz”.

18 stycznia
- Wystrzelenie przez Irak pocisków rakietowych typu SCUD na Izrael.

19–20 stycznia
- Rozmieszczenie na terytorium Izraela amerykańskich systemów antyrakietowych Patriot.

22 stycznia
- Irakijczycy podpalili szyby naftowe w Kuwejcie.

25 stycznia
- Irakijczycy otworzyli zawory rurociągów, wypuszczając do Zatoki Perskiej duże ilości ropy naftowej. Dwa dni później w wyniku zbombardowania końcówek rurociągów udało się częściowo zmniejszyć wyciek ropy.

29–30 stycznia
- Bitwa o Chafdżi (Al Walfra) zakończona porażką oddziałów irackiej 5 Dywizji Zmechanizowanej.

8 lutego
- Irak zerwał stosunki dyplomatyczne ze Stanami Zjednoczonymi, Wielką Brytanią i Francją.

13 lutego
- Amerykańskie bomby trafiły w schron przeciwlotniczy, w którym znajdowało się 1500 osób cywilnych, zabijając około 700.

15 lutego
- Saddam Husajn złożył oświadczenie stwierdzające, że jest skłonny do zawarcia pokoju, jeżeli zostaną spełnione jego warunki. Propozycję odrzucono.

24 lutego
- 4:00 czasu lokalnego – rozpoczęcie przez wojska koalicji ofensywy lądowej – operacji „Pustynny miecz”.

25 lutego
- Prezydent Iraku Saddam Husajn ogłosił decyzję o wycofaniu wojsk irackich z Kuwejtu.

26 lutego
- Wojska irackie opuściły stolicę Kuwejtu – Kuwejt.

28 lutego
- Irak bezwarunkowo zaakceptował dotychczasowe rezolucje Rady Bezpieczeństwa ONZ.

28 lutego
- Prezydent Stanów Zjednoczonych George H.W. Bush w przemówieniu telewizyjnym stwierdził, że Kuwejt jest wolny, a wojska irackie wycofały się z tego państwa. Jednocześnie prezydent zarządził jednostronne wstrzymanie ognia, które weszło w życie o 8:00 czasu lokalnego.

2 marca
- Ostatnie starcie wojsk koalicji z Armią Iracką.
- Rada Bezpieczeństwa ONZ uchwaliła rezolucję nr 686 nakazującą Irakowi uwolnienie wszystkich jeńców wziętych do niewoli podczas wojny w rejonie Zatoki Perskiej, zwrócenie Kuwejtowi wszelkiego zagarniętego przez irackie wojska mienia i zaakceptowanie odpowiedzialności za wyrządzone szkody.

3 marca
- Podpisanie zawieszenia broni w miejscowości Safwan. W czasie działań wojennych straty koalicji wyniosły 240 zabitych, około 200 jeńców, 776 rannych, około 30 czołgów i 56 samolotów. Irak stracił około 35 000 zabitych (żołnierze i ludność cywilna), około 86 000 jeńców i około 60 000 rannych. Straty w sprzęcie wyniosły 3847 czołgów, 1450 bojowych wozów piechoty, 2917 dział, 244 samoloty (połowa z nich uciekła do Iranu).

## Okres stabilizacji powojennej
3 kwietnia
- Rada Bezpieczeństwa ONZ uchwaliła rezolucję nr 687, najdłuższą i najbardziej szczegółową ze wszystkich rezolucji ONZ w sprawie Iraku. Ustanowiła ona warunki zawieszenia broni i powołała Specjalną Komisję Rozbrojeniową ONZ (United Nations Special Commission – UNSCOM), której inspektorzy mieli zająć się rozbrojeniem Iraku. Rezolucja żądała bezwarunkowej zgody na zniszczenie pod międzynarodowym nadzorem wszelkiej posiadanej przez Irak broni chemicznej i biologicznej, pocisków rakietowych o zasięgu powyżej 150 km, a także technologii związanych z programem zbrojeń. Domagała się, by Irak bezwarunkowo zadeklarował, iż nie będzie pracował nad bronią jądrową – kwestią nadzoru mieli zająć się inspektorzy Międzynarodowej Agencji Energii Atomowej. Irak miał też przedstawić wszelkie szczegóły swych dotychczasowych programów broni masowego rażenia. Musiał także zaakceptować powołanie komisji kompensacyjnej ONZ i zobowiązać się do niepopierania żadnych aktów międzynarodowego terroryzmu. Irak zaakceptował warunki rezolucji tydzień po jej przyjęciu przez Radę Bezpieczeństwa, określając ją jednak mianem ataku na swą suwerenność. Na mocy rezolucji powołano Misję Obserwacyjną w Iraku i Kuwejcie (United Nations Iraq–Kuwait Observation Mission – UNIKOM).
- Stany Zjednoczone, Wielka Brytania i Francja ustanowiły tzw. strefę zakazaną dla lotów w północnym Iraku – na północ od 36. równoleżnika – w celu ochrony żyjących tam irackich Kurdów.

3 kwietnia – 17 marca 2003
- Okres funkcjonowania UNIKOM. Od stycznia dowódcą Misji był Polak gen. Franciszek Gągor. W składzie UNIKOM służyło w sumie 75 żołnierzy polskich.

5 kwietnia
- Rada Bezpieczeństwa ONZ uchwaliła rezolucję nr 688 potępiającą represje władz irackich wobec ludności cywilnej. W rezolucji żądano wpuszczenia do Iraku międzynarodowych organizacji humanitarnych.

6 kwietnia
- Władze irackie zaakceptowały rezolucję Rady Bezpieczeństwa ONZ nr 687 żądającą całkowitego rozbrojenia, zrezygnowania z kontynuacji programów rozwoju broni masowego rażenia oraz zakładającą kontrole przeprowadzane przez inspektorów rozbrojeniowych ONZ.

10 kwietnia – 1998
- Okres funkcjonowania UNSCOM. W latach 1993–1998 w pracach Komisji uczestniczyło dwóch polskich ekspertów z dziedziny broni chemicznej. W 1998 inspektorzy UNSCOM zostali wycofani z Iraku. Podczas wykonywania misji inspektorzy UNSCOM zniszczyli: 62 rakiety SCUD, 10 ruchomych wyrzutni rakiet, 28 wyrzutni stacjonarnych, 30 głowic przeznaczonych do ładunków chemicznych i biologicznych, działo Baby Babylon kalibru 350 mm, 38 537 sztuk amunicji chemicznej, 48 000 ton aktywnych substancji – składników broni chemicznej, ponad 3000 ton półproduktów, kilkaset sztuk narzędzi, wyposażenia i instrumentów niezbędnych do produkcji broni chemicznej. Inspektorzy stwierdzili, że Irak wyprodukował: 19 tys. litrów toksyny botulinowej, 8,4 tys. litrów zarazków wąglika, 2 tys. litrów aflatoksyny i bakterii wytwarzających botulinę; środki te zostały zniszczone. Ponadto poinformowali, że kompleks przemysłowy w Al Hakam był fabryką broni biologicznej; znaleziono tam wyposażenie i materiały niezbędne do produkcji broni biologicznej. Inspektorom nie udało się zweryfikować doniesień o: 4 tys. ton substancji - półproduktów do produkcji broni masowego rażenia, 17 tonach pożywki dla organizmów, które mogą stanowić broń biologiczną, składowanych kluczowych elementach rakiet i czynnikach miotających.

23 kwietnia
- Okręty ORP „Wodnik” i ORP „Piast” wyruszyły w drogę powrotną do Gdyni.

21 maja
- Z inicjatywy Biura Wysokiego Komisarza Narodów Zjednoczonych do spraw Uchodźców ustanowiono Policyjny Kontyngent Narodów Zjednoczonych w Iraku (United Nations Guard Contingent in Iraq – UNGCI). Zadaniem Kontyngentu była ochrona ludności kurdyjskiej w Iraku. W sumie misja liczyła 498 policjantów i żołnierzy (42 osoby z biur instytucji ONZ w Genewie i Nowym Jorku, pozostałe z Austrii, Czech, Słowacji, Danii, Fidżi, Filipin, Ghany, Grecji, Nepalu, Polski i Tajlandii). W latach 1991–1993 w UNGCI pełniło służbę 45 żołnierzy z formacji Żandarmerii Wojskowej oraz Sił Specjalnych. Kontyngent polski rozpoczął służbę na terenie Kurdystanu (Dahouk, Irbil, Sulajmanijja), oraz w prowincji Basra w lipcu 1992 roku.

20 maja
- W porcie wojennym na Oksywiu powitano okręty Marynarki Wojennej (ORP „Wodnik” i ORP „Piast”) powracające z rejonu Zatoki Perskiej. Okręty bazowały w saudyjskim porcie Al Jubail. Wykonały 8 patroli bojowych, pokonując 18 000 Mm, w tym 2000 Mm w Zatoce Perskiej. W misji uczestniczyło w sumie 319 Polaków. ORP „Wodnik” współdziałał z USS „Mercy” – amerykańskim okrętem szpitalnym. Podczas misji polskie okręty były zaopatrywane przez statki m/s „Władysławowo”, m/s „Żerań” i m/s „Zubrzycki”.

15 sierpnia
- Rada Bezpieczeństwa ONZ uchwaliła rezolucję nr 706 w sprawie pomocy humanitarnej dla Iraku, znanej pod nazwą ropa za żywność. Przewidywała ona, że kwoty uzyskane przez Irak ze sprzedaży ropy naftowej mogą być przeznaczone na zakup żywności i lekarstw, określając przy tym dokładnie ilości sprzedawanej ropy. Rezolucja ta została potwierdzona w kolejnej – nr 712 z 19 września 1991 r. Irak odrzucił obie rezolucje.

11 października
- Rada Bezpieczeństwa ONZ przyjęła rezolucję nr 715 zatwierdzającą plany inspektorów UNSCOM i Międzynarodowej Agencji Energii Atomowej dotyczące stałego nadzoru irackich obiektów wojskowych i systemów uzbrojenia. Władze irackie odrzuciły ten plan, zapowiadając, że nie podporządkują się warunkom rezolucji.